# ウェツリコラ
ウェツリコラ（学名：genus Vetulicola）は、約5億2,500万- 約5億2,000万年前（古生代カンブリア紀前期中盤［カエルファイ世アトダバニアン］）の海に生息していた後口動物の一種（1属）。澄江動物群の一つである。
日本語では、言語的揺らぎにより、「ヴェツリコラ」「ウェトゥリコラ」「ヴェトゥリコラ」「ベッツリコーラ」などとも読む。
全長9.2cmほど。殻の頭部と、節のある尾部からなる。

## 分類

### 系統分類
類縁関係が不明であるが、中国は西北大学（en）の古生物学者・舒徳干 (Shu Degan) など、新たに1門「古虫動物門（ウェツリコリア、学名：phyla Vetulicolia）｣を設け、その中の1科「ウェツリコラ科 (Vetulicolidae) 」内に分類する研究者もいる。
比較的の近縁種には、学説によって同じ古虫動物 とも 考えられているベイダズーン（ベイダゾーン）（en）、ディダズーン（ディダゾーン）（en）、シダズーン（シダゾーン）（en）、ユンナノズーン（ユンナノゾーン）、および、バンフィアなどがいる。

### 下位分類
- Vetulicola cuneata　(Hou, 1987)　ウェツリコラ・クネアタ　：模式種。
- Vetulicola rectangulata (Luo et Hou, 1999)　ウェツリコラ・レクタングラタ
- Vetulicola gangtoucunensis (Luo et al., 2005)　ウェツリコラ・ガングトウクネンシス
- Vetulicola monile (Aldridge, et al. 2007)　ウェツリコラ・モニレ